# Bob Morley
Robert Alfred Morley  (Kyneton, 20 december 1984) is een Australische acteur.

## Privé
Robert Alfred (Bob) Morley is een Australische regisseur en acteur. Hij is woonachtig in Australië.
Hij werd bekend als acteur met zijn rol "Bellamy Blake" in de Amerikaanse hitserie The 100, die startte in 2014, en zeven seizoenen later, in 2020, eindigt.
In juni 2019 werd door middel van een tweet bekend dat Bob Morley een maand eerder is getrouwd met actrice Eliza Taylor op Hawaï. Het was groot nieuws onder de fans van de serie The 100 die vooral zeer aangenaam verrast waren dat de twee hoofdrolspelers een relatie buiten de serie hadden.